# Старцев, Виктор Степанович
Ви́ктор Степа́нович Ста́рцев (21 октября [3] ноября 1894, с. с. Гробовске, Екатеринбургский уезд, Пермская губерния, Российская империя — 19 февраля 1973, Пермь, СССР) — советский географ.
Директор Челябинского (1934–1937) и Ульяновского (1952–1954) пединститутов, заведующий кафедрой географии в Урало-Казахстанской промышленной академии (1930–1934), кафедрой физической и экономической географии в Челябинском пединституте (1937–1952),  экономической географии в Пермском пединституте (1954–1955). Почётный член Географического общества СССР.

## Биография
Родился в с. Гробовском (ныне — Первомайское) Екатеринбургского уезда Пермской губернии в семье священника.
В 1906 году окончил начальную школу,  в 1916 году — Екатеринбургскую духовную семинарию.
С 1916 года — учитель Высшего начального училища в г. Нижний Тагил.
В период Гражданской войны был в Красной Армии, где последовательно занимал должности учителя, заведующего школьно-библиотечной секцией 262 полка 5 армии, начальника просвещенческого отдела, начальника школьно-курсового отдела Политуправления 5-й Армии и Восточно-Сибирского военного округа.
В 1922 году демобилизовался, поступил и закончил (1926) педагогический факультет Пермского государственного университета по специальности «География» (одновременно работая инспектором в губернском отделе народного образования, заведующим уездным отделом народного образования, учителем и директором средней школы №17 Перми).
В 1930 году в связи с открытием Свердловского педагогического института становится деканом одного из его факультетов и доцентом кафедры географии. В то же время он вел курс по экономической географии и был в Свердловске заведующим кафедрой географии в Урало-Казахстанской промышленной академии им. И.В. Сталина и руководил сектором географии в научно-исследовательском педагогическом институте Уральского облоно.
С 1934 году стал одним из организаторов Челябинского пединститута (по мнению А. Л. Худоборова — главный из основателей этого института).
В Челябинском пединституте проработал в качестве директора (1934–1937), зам. директора по учебной работе (1937–1944), стал одним из организаторов и заведующим кафедрой физической и экономической географии (1937–1952).
В 1939 году учёный совет Московского государственного университета им. М. В. Ломоносова присудил ему ученую степень кандидата географических наук без защиты диссертации, на основании его многочисленных работ. 
В 1947 году был утвержден в ученом звании доцента. 
В 1952–1954 годах — директор Ульяновского педагогического института. 
В 1954 году ввернулся в Пермь. Заведовал кафедрой экономической географии в Пермском пединституте (1954–1955). 
После объединения географических факультетов Пермского пединститута, Пермского и Свердловского университета работал доцентом кафедры экономической географии Пермского государственного университета (1955–1962). 
В 1962 году вышел на пенсию 

## Научная, образовательная, общественая работа
К периоду службы в РККА относятся его первые печатные труды — хрестоматия для красноармейцев и методическое пособие для учителей красноармейских школ (1921, 1922). Они сыграли большую роль в деле ликвидации безграмотности среди бойцов.
За время работы в свердловских вузах он много участвовал и выступал на съездах по народному образованию, был в экспедициях по Уралу, много работал по составлению краеведческих пособий для школ и учителей (учебники, карты, хрестоматии).
В.С. Старцев являлся консультантом Свердловскго облисполкома по вопросам науки и просвещения, куратором всемирно известного Ильменского минералогического заповедника, лектором обкома и горкома КПСС, членом многих советских (плановых) комиссий и научных обществ, Челябинского института усовершенствования учителей. Создатель и первый председатель президиума Свердловского областного географического общества, один из организаторов Челябинского отделения Географического общества СССР.
В 1935–1939 годах принимал активное участие в экспедициях АН СССР, в результате которых у него сложивлись теплые дружеские отношения со многими видными учеными: А. Е. Ферсманом, А. Н. Заварицким, Д. С. Белянкиным, Л. С. Бергом, А. С. Барковым, Н. Н. Баранским.
Результаты исследований этого периода жизни опубликованы в книгах («Южный Урал и Зауралье»), многочисленных журнальных и газетных статьях. Их тематика охватывает вопросы экономической географии отдельных отраслей народного хозяйства Южного Урала, уникальность его природы. Много времени он уделял составлению карт области и ее административных районов: составитель и научный редактор учебных стенных карт для средних школ «Урал» (1935), «Челябинская область» (1936), «Административная карта Челябинской области» (1936).
В годы Великой Отечественной войны принимал активное участие в мобилизации ресурсов Южного Урала для нужд обороны, прочитал более 700 лекций для населения и бойцов, много работал по изданию краеведческой литературы.
В августе 1941 году здание Челябинского пединститута  было передано наркомату вооружения. Челябинский облисполком
ходатайствовал о закрытии института. Только благодаря активности директора В. С. Старцева учебное заведение было сохранено.
Будучи директором Челябинского пединститута, уделял перестройке учебного процесса в военных условиях, введению новых предметов, особенно на естественно-географическом, историческом и математическом факультетах. Он принимал деятельное участие в создании в 1941 году факультета иностранных языков. По его инициативе Челябинский учительский институт иностранных языков был преобразован в полноценный факультет иностранных языков пединститута, дающий высшее образование учителю средней школы, в том числе для старших классов.
В 1944 году он организовал и был избран первым председателем президиума Челябинского отдела Географического общества СССР, членом общества по распространению политических и научных знаний и членом Ученого совета Уральского филиала АН СССР.
С 1954 года – председатель Пермского отдела Географического общества СССР. По его инициативе были проведены IV и V Всеуральские географические совещания, собравшие большой круг участников со всей страны. Также являлся активным членом Учёного совета при Пермском областном краеведческом музее.
Автор более 180 работ, среди которых — 38 учебников, учебных пособий, методических указаний, более 70 краеведческих изданий.
В 1964 году Президиумом Географического общества СССР он был награжден дипломом «Почётный член Географического общества СССР».
Также был награжден орденом Трудового Красного знамени (1956), медалью «За доблестный труд в годы Великой Отечественной войне 1941–1945» (1945), многочисленными грамотами, дипломами и благодарностями вузов Свердловска, Челябинска, Ульяновска и Перми.